# هتل‌های کمپینسکی
کمپینسکی (به انگلیسی: Kempinski) نام مجموعه هتل‌های زنجیره‌ای مجلل و گران‌قیمت سوئیسی است که از با قدمت‌ترین هتل‌ها در اروپا به‌شمار می‌روند. اولین هتل کمپینسکی در سال ۱۸۹۷ میلادی، در شهر برلین، آلمان افتتاح شد. در حال حاضر، کمپینسکی در بیش از ۳۰ کشور جهان، دارای بیش از ۷۰ شعبه «هتل پنج ستاره» است.

## جنجال‌ها
در اکتبر ۲۰۱۳ میلادی، گزارشی تحقیقی در برنامه نیوزنایت بی‌بی‌سی پخش شد که حاکی از «تجارت جنسی سازمان‌یافته» در اسپا (سالن ماساژ و استخر) شعبهٔ هتل کمپینسکی در شهر چینگدائو در سواحل شرقی چین بود.

## نگارخانه

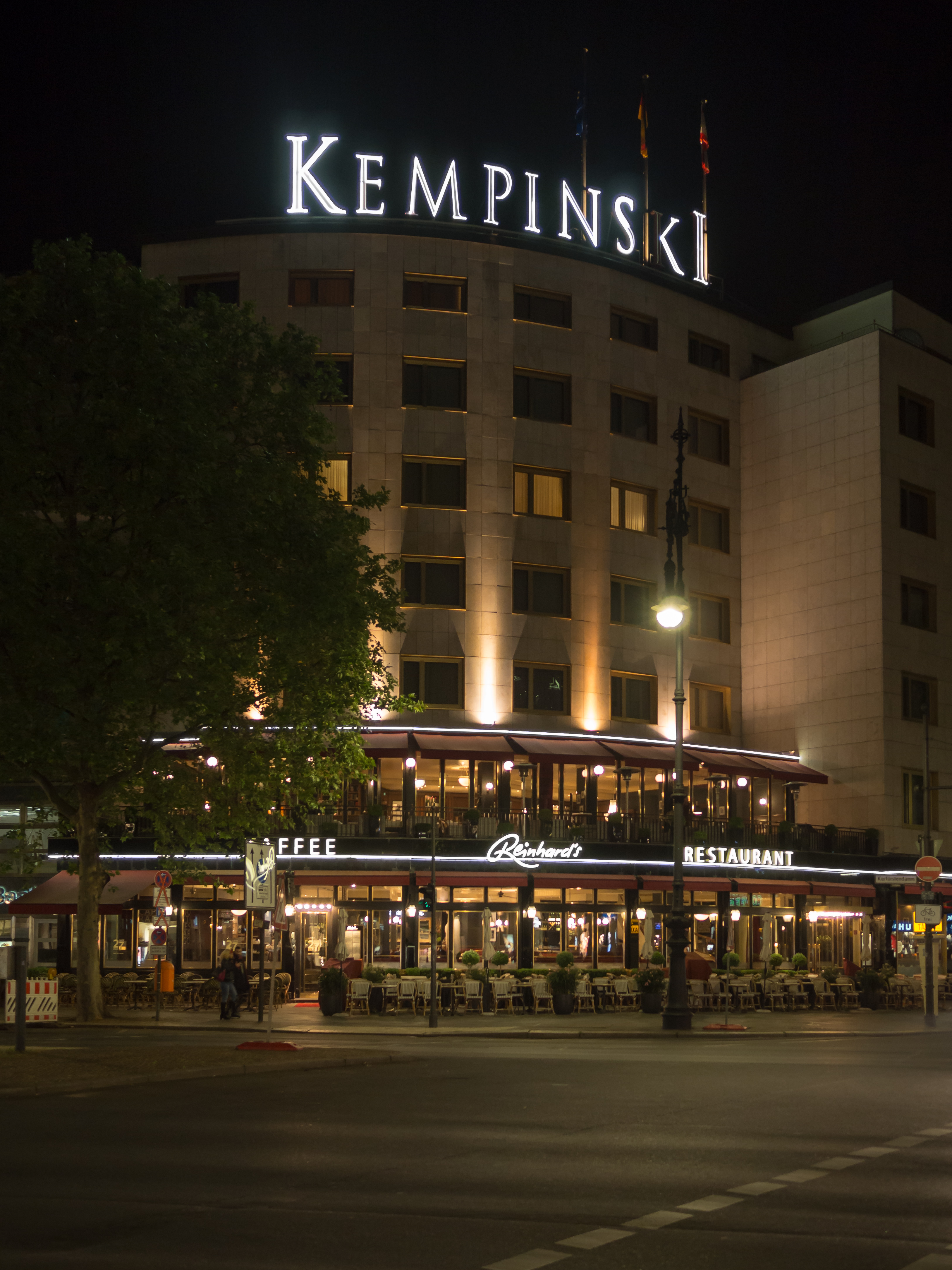
هتل کمپینسکی برلین